# Heinz Schubert (Einsatzgruppen)
Pour les articles homonymes, voir Schubert (homonymie).
Heinz Schubert, né le 27 août 1914 à Berlin et mort le 17 août 1987 à Ahrensburg, est un obersturmführer SS allemand, adjudant du commandant de l'Einsatzgruppe D, Otto Ohlendorf. Schubert a participé à l'assassinat de Juifs en Ukraine occupée, en Crimée et dans le Caucase. Il est condamné à mort lors du procès des Einsatzgruppen en 1948, mais sa condamnation à mort est commuée en peine de prison, et il est libéré en 1952.

## Biographie
Heinz Hermann Schubert naît à Berlin peu après le début de la Première Guerre mondiale. Il est d'abord scolarisé à Eisenberg puis à Berlin-Lichterfelde où il fréquente une école de commerce. Il obtient son diplôme de fin d'études secondaires en mars 1931 et travaille pour un avocat d'avril 1931 à août 1933.

### Entrée au RSHA
À partir d'août 1933, Schubert est employé par le gouverneur du Reich de Brême et d'Oldenbourg, basé à Brême. Le 1er mai 1934, âgé de 19 ans, il passe directement des Jeunesses hitlériennes au NSDAP (numéro d'adhérent 3.474.350). Le 10 octobre 1934, il entre dans la SS (numéro 107 326) et à la même époque, commence à travailler pour le Sicherheitsdienst (SD). Avant d'être affecté à l'Einsatzgruppe D, Schubert est au Bureau I A 4 (données des personnels du SD) du Reichssicherheitshauptamt (RSHA).

### Pendant la Seconde Guerre mondiale
En octobre 1941, Schubert succède à Mayr comme adjudant d'Otto Ohlendorf dans l'état-major de l'Einsatzgruppe D. Comme il est plus tard établi lors du procès des Einsatzgruppen, Schubert est à ce poste « plus qu'un simple garçon de bureau avec des épaulettes ». Ainsi, en décembre 1941, Schubert est chargé par Ohlendorf, ou par son adjoint Willi Seibert, de l'organisation et du déroulement du massacre d'environ 700 à 800 personnes près de Simferopol, connu sous le nom de Massacre de Simferopol. Les exécutions sont effectuées par le Sonderkommando 11b. Schubert choisit le lieu des exécutions - près d'un axe de circulation et en même temps assez éloigné pour éviter tout témoin, fait monter les victimes dans des camions dans le quartier gitan de Simferopol, et organise le pillage des biens et objets de valeur des victimes. Enfin, il dirige lui-même les fusillades, qui se déroulent selon les consignes d'Ohlendorf - en observant une distance entre les tireurs et les victimes, de manière quasi militaire, afin de réduire la « charge mentale » des tireurs.
Début juillet 1942, Ohlendorf quitte l'Einsatzgruppe D, dirigé dès lors par Walther Bierkamp, et retourne au RSHA comme responsable du bureau III (SD Intérieur et territoires allemands). Schubert reste son adjudant et le suit à Berlin. Le successeur de Schubert au poste d'adjudant de l'Einsatzgruppe est Hans Thielecke, nommé en juillet 1942. Au RSHA, Schubert reste aux côtés d'Ohlendorf jusqu'à fin 1944. On le trouve ensuite comme adjoint d'Hans Ehlich au bureau III-B du RSHA jusqu'à la fin de la guerre.

### Après 1945
En 1947-48, Schubert est le plus jeune des 24 accusés du procès des Einsatzgruppen. Sa défense est assurée par l'avocat Josef Kössel, assisté de Rudolf Meyer. Le juge est Michael Musmanno (en). Le 9 avril 1948, Schubert est déclaré coupable de trois chefs d'accusation : crimes contre l'humanité, crimes de guerre et appartenance à une organisation criminelle, et condamné à mort le 10 avril 1948. Outre son implication dans le massacre de Simferopol, est également établie sa responsabilité partagée pour les actions de l'Einsatzgruppe D dans leur ensemble. Malgré son jeune âge et son rang militaire modeste, Schubert a fait partie avec Willi Seibert et Hans Gabel (Kompagnieführer du 4e Reserve-Polizei-Bataillon 9), d'une petite équipe de direction de l'Einsatzgruppe D responsable de l'assassinat environ 90 000 personnes sous la direction d'Ohlendorf. En attente de son exécution, il est transféré à la prison de Landsberg.
En 1979, il est interviewé en caméra caché par Claude Lanzmann pour son projet de film Shoah. Cette interview ne sera, finalement, pas incluse au documentaire.

### Détention et libération
À la suite des discussions engagées sur le réarmement de l'Allemagne de l'Ouest après le déclenchement de la guerre de Corée à l'été 1950, le Haut Commissaire John McCloy, sur recommandation de l'Advisory Board on Clemency for War Criminals, commue le 31 janvier 1951 quatre des quinze condamnations à mort en peines de prison à vie, et six en peines de prison de dix à vingt-cinq ans, tandis que cinq condamnations à mort sont maintenues. Schubert est libéré en 1952 après que sa peine de prison restante a été commuée.